# Oud-Egyptische kunst

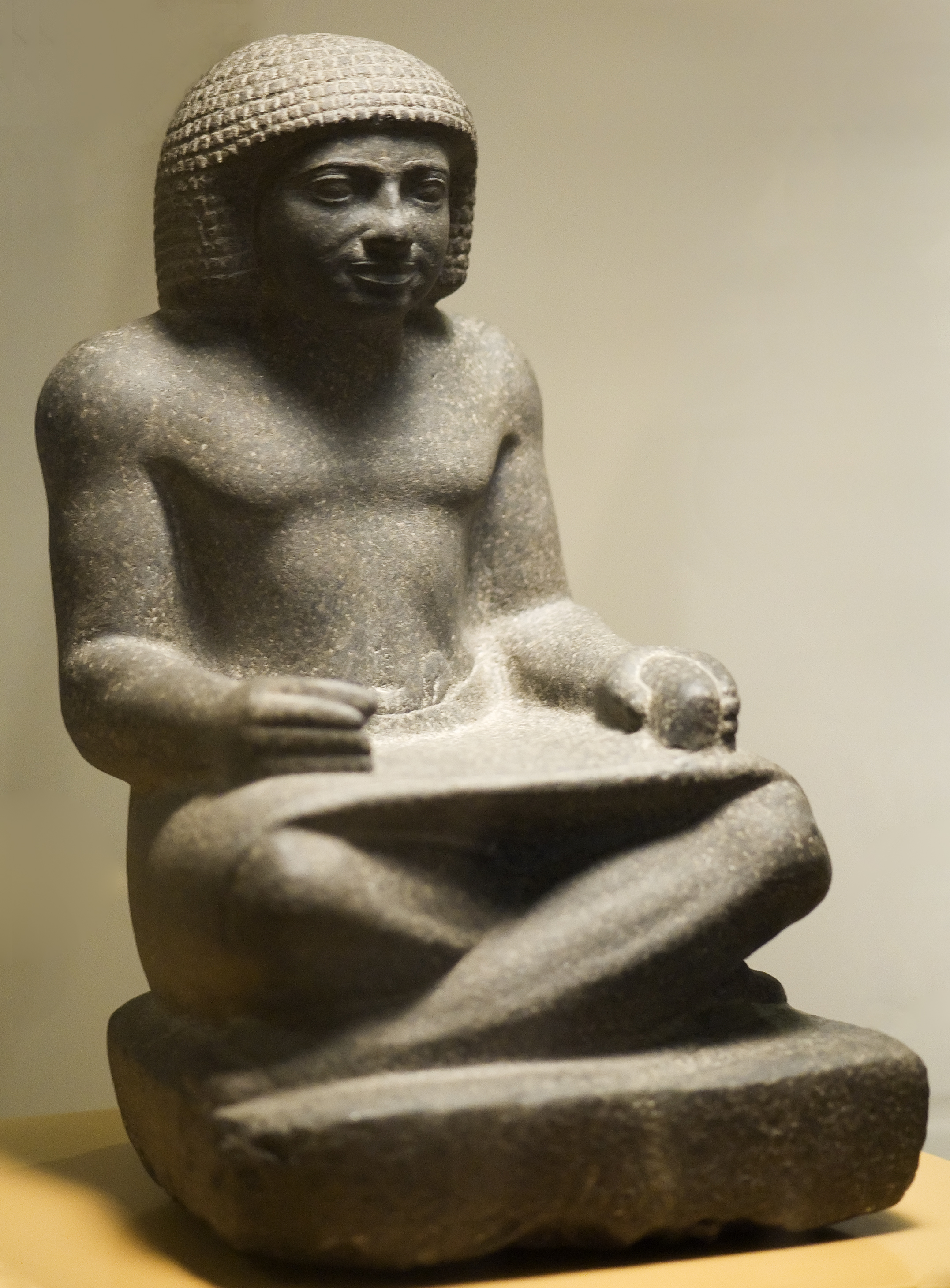
Beeld van een Egyptische schrijver

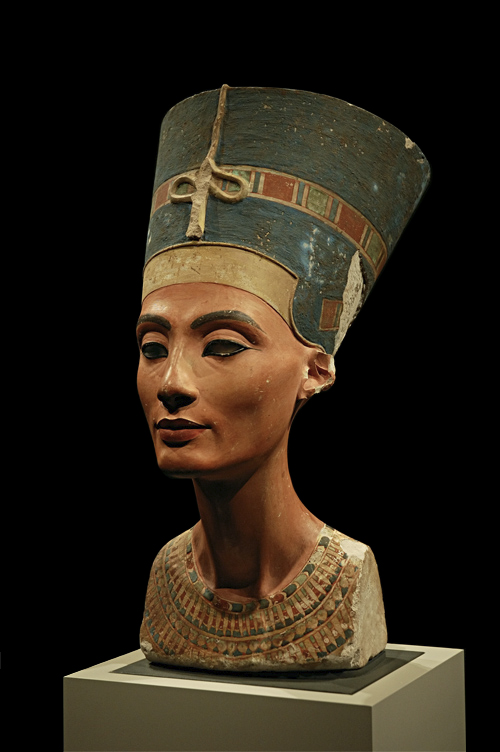
Buste van Nefertiti

De oud-Egyptische kunst verwijst naar de kunst van het oude Egypte in de periode van ca 3000 v.Chr. tot ongeveer de 3e eeuw n.Chr. De kunstwerken in de vorm van gebouwen, beelden, papyri, voorwerpen en dergelijke zijn vrij goed bewaard gebleven en hebben in onze tijd nog steeds een sterke aantrekkingskracht.
De Egyptische kunst is gedurende de tijd weinig onderhevig geweest aan grote veranderingen. Ze wordt als een zeer conservatieve kunststroom gezien, wat eveneens in de oudheid door Plato was opgemerkt. Ze was echter niet volledig ongevoelig voor veranderingen en gedurende de geschiedenis is er een evolutie kenbaar.

## Algemene kenmerken van de kunst
De kunst die de oude Egyptenaren creëerden was bedoeld om de tijd te trotseren. De kunst stond in dienst van de goden en de overledene en had veelal een magische functie te vervullen. De kunstenaars zelf zijn meestal anoniem en de kunst zelf is collectief. Er bestond geen echte artistieke vrijheid, want de kunstenaars moesten zich houden aan vastgelegde canons. Ook het uitbeelden van de figuren was vastgelegd. Zo bestonden er canons voor de verhoudingen van de lichaamsdelen. Bij de afbeelden werden de figuren in een mengeling van zij- en voorgezicht getoond. Perspectief was hun niet onbekend, daar zijn voorbeelden van, maar in de regel gebruikten ze dat niet, en er was een duidelijk neiging naar horror vacui. De beeldhouwwerken waren meestal enkel langs voren te bekijken, maar soms ook van de zijkant.

### Architectuur

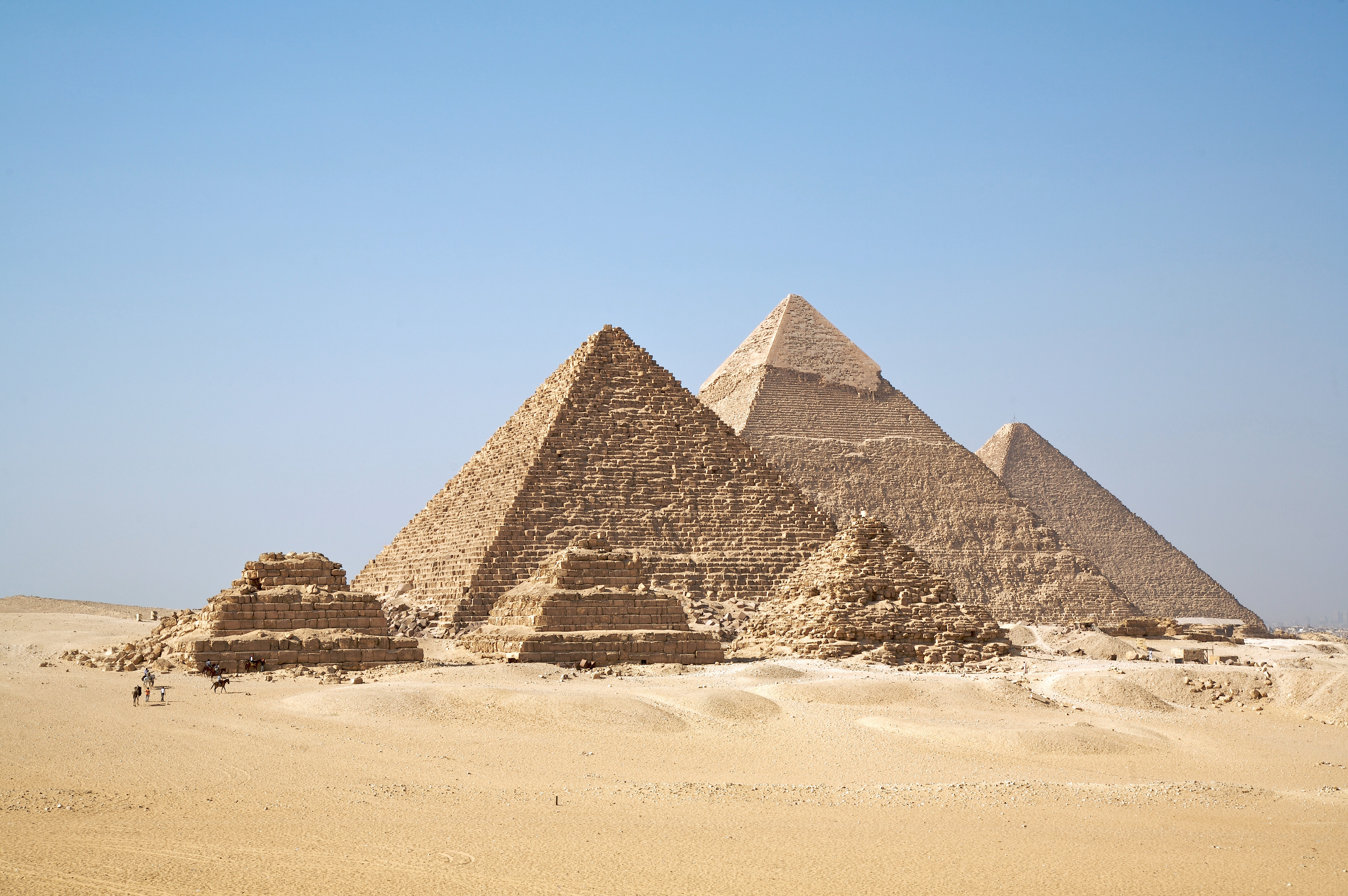
Piramiden van Gizeh

De Egyptenaren waren bezeten door het eeuwige leven en dat zie je dan ook in de bouwwerken: De bedoeling ervan was om de tijd te overwinnen en dus duurzaamheid. De bouwwerken die zijn overgebleven zijn van religieuze en funeraire aard. De seculiere bouwwerken waren minder duurzaam gebouwd en dus vaak niet meer overgebleven. Er zijn wel meerdere arbeidersdorpen opgegraven zoals deze van Deir el-Medina.
Egypte heeft vele koningen gehad die tomben hebben gemaakt. Deze graven waren voor de eeuwigheid gemaakt, zodat vele eeuwen later de farao nog herinnerd kon worden. Als de namen van de farao's niet meer voortleefden onder het volk dan was het land onstabiel en chaotisch. Deze graven hadden een evolutionaire vorm van heuvel tot mastaba, van mastaba tot piramide en van piramide tot rotsgraf.
De Egyptische cultustempel kenmerkt zich door zijn typische onderverdeling: pyloon, binnenplein, hypostyle zaal en de heiligdommen. De tempel hing trapsgewijs omhoog en verminderde steeds van hoogte. Het was daardoor erg duister en geheimzinnig in het allerheiligste (uitz.: Aton-tempel). De tempel was gemaakt voor in de hoogte, het werd dus gestut door zuilen. Egyptenaren waren liefhebbers in het versieren van zuilen, ze hebben verschillende soorten gemaakt.

### Beeldhouwkunst

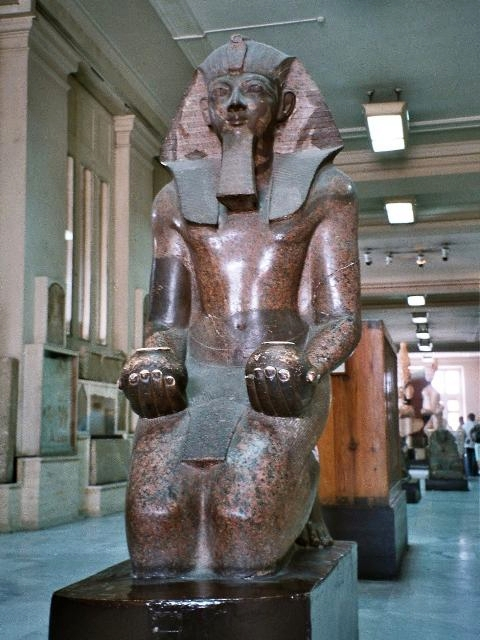
Thoetmosis III geeft een offer aan de goden

De eerste beeldjes van Egypte verschijnen in de prehistorie en kennen nog geen vaste canon. Vanaf de eenmaking van Egypte rond 3000 v.Chr. verschijnen de traditionele Egyptische beelden van farao's en goden. De beelden zijn nu ook gemaakt uit steen en niet langer uit klei of ivoor. Naast de koninklijke beelden zijn er uit het Oude Rijk ook heel wat privaatbeelden afkomstig uit de mastaba's, opvallend is dat deze beelden individuele gezichten hebben in plaats van de latere standaard-gezichten
In de 3e dynastie en 4e dynastie neemt de privaatkunst af, in de 5e dynastie zien we een heropleving met verschillende groepsbeelden (vb. Prins Ranofer en vrouw) en schrijversfiguren, in de 6e dynastie komen er nieuwere houdingen. Na een terugval in de eerste tussenperiode verschijnen er nieuwe types in het Middenrijk: offerende koningen; koning met een dubbele kroon of psjent; Osirisbeelden en blokbeelden. Ook kunnen we bij de koninklijke rondsculptuur twee stijlrichtingen onderscheiden: het idealistische en het realistisch strenge type.
Het Nieuwe Rijk sluit aan met het Middenrijk, maar is minder streng en beter verzorgd. Onder Echnaton zien we een plotse breuklijn en de beelden van de Amarna-kunst worden gekenmerkt door de langgerekte schedels, de lange vingers, de gesloten ogen, de spitse kin en de weke buik. Ook zijn er emoties waar te nemen. De oude kunst wordt echter hernomen, hoewel er kenmerken van de Amarna-kunst overneemt. Vanaf de 19e dynastie komen de beelden minder verzorgd over en in de Late periode gaat het meer om een poging de vroegere stijlen te kopiëren. In de Ptolemaïsche tijd komt de Griekse invloed naar voren en is er een grotere individualisering. De Egyptische stijl blijft echter aangehouden.

### Keramiek
Er zijn in het oude Egypte verscheidene typen aardewerken potten gevonden, als ook faience en zeer gewilde glazen voorwerpen. Deze bevatten meestal geurige oliën of eten.

### Muziek
Hoewel het niet precies bekend is hoe dat geklonken heeft, was muziek in het oude Egypte een belangrijke kunstvorm. Muziekinstrumenten als de sistrum en de menat werden in Egypte ontwikkeld, en ook instrumenten als de harp, de luit en de auloi waren in het land populair. De oude Egyptenaren kenden - naar wat tot nu toe bekend is - twee muziekstromingen: tempelmuziek en 'feestmuziek'. De tempelmuziek bestond uit sistrumspel, begeleid door een zangstem. Feestmuziek was grootser, en werd vaak gespeeld door een ensemble. Zowel publiek als muzikant klapten vaak met de muziek mee.

### Schilderkunst

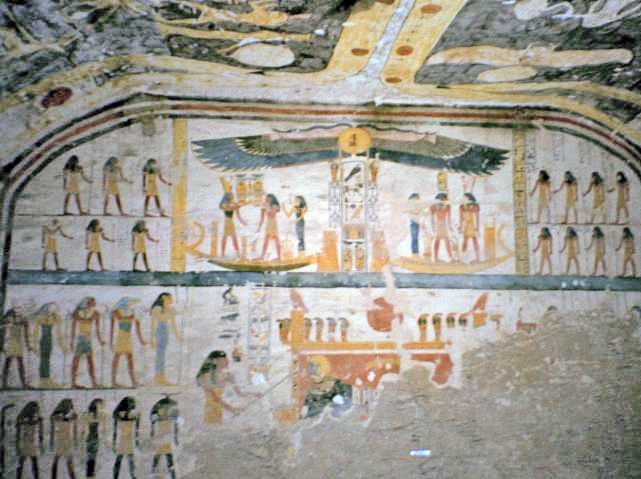
Schildering in het graf van Ramses IX

De schilderkunst is aanwezig op muren van tempels, graven en op sarcofagen van de latere edelmannen. De schilderkunst is de hele Egyptische geschiedenis belangrijk gebleven. Er was een waaier aan verschillende scènes en er werden levendige kleuren gebruikt, die nog tot vandaag zichtbaar zijn. De kleuren hadden bepaalde betekenissen en het kleurenspectrum werd anders gebruikt dan in de hedendaagse kunst.

## Belangrijke musea voor Egyptische kunst en archeologica
België
- Koninklijke Musea voor Kunst en Geschiedenis, Brussel
- Musée Royal de Mariemont, Domein van Mariemont

Nederland
- Rijksmuseum van Oudheden, Leiden
- Rijksmuseum Meermanno-Westreeanianum

Frankrijk
- Musée du Louvre, Parijs
- Musée de l'Art Egyptien, Straatsburg
- Musée des Beaux Arts, Grenoble

Duitsland
- Neues Museum (Ägyptisches Museum und Papyrussammlung), Berlijn

Verenigd Koninkrijk
- British Museum, Londen

Italië
- Egyptisch Museum, Turijn (stad)

Egypte
- Egyptisch Museum, Caïro

Kroatië
- Archeologisch Museum, Zagreb

Rusland
- Hermitage (Sint-Petersburg), Sint-Petersburg

Verenigde Staten
- Metropolitan Museum of Art, New York
- Museum of Fine Arts, Boston

Architectuur · Beeldhouwkunst · Literatuur · Muziek · Schilderkunst
Architectuur · Egyptische taal · Egyptologie · Farao · Geografie · Geschiedenis · Hiërogliefen · Kunsten · Mythologie · Personen · Wetenschap